# Bob Whittingham
Robert Whittingham, plus connu sous le nom de Bob Whittingham (né en 1888 à Goldenhill, quartier de Stoke-on-Trent dans le Staffordshire, et mort le 9 juin 1926 dans le même quartier), est un joueur de football anglais qui évoluait au poste d'attaquant.
Son frère aîné, Sam, était également footballeur.

## Palmarès
Chelsea
- Championnat d'Angleterre D2 :
  - Vice-champion : 1911-12.
  - Meilleur buteur : 1910-11 (31 buts).